# USS LST-138
USS LST-138 – okręt desantowy do przewozu czołgów (ang. Landing Ship Tank – LST) służący w latach 1944–1945 w United States Navy. 16 czerwca 1947 został sprzedany żydowskiej organizacji paramilitarnej Irgun i pod nazwą „Altalena” przewoził broń i ochotników do Palestyny. Został zatopiony 22 czerwca 1948 przy plaży Tel Awiwu w Izraelu.

## II wojna światowa

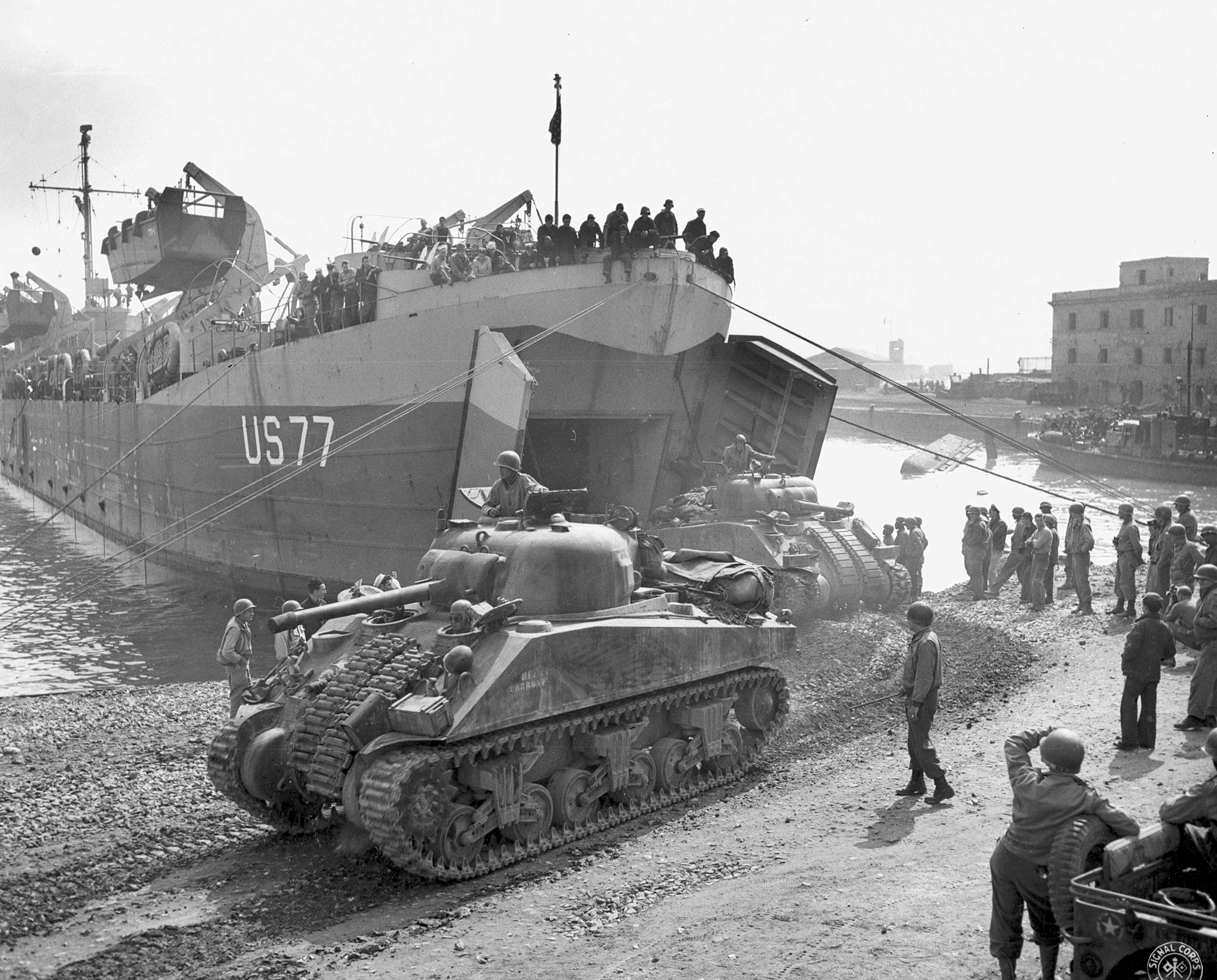
LST-77 podczas operacji desantowej we Włoszech, 1944

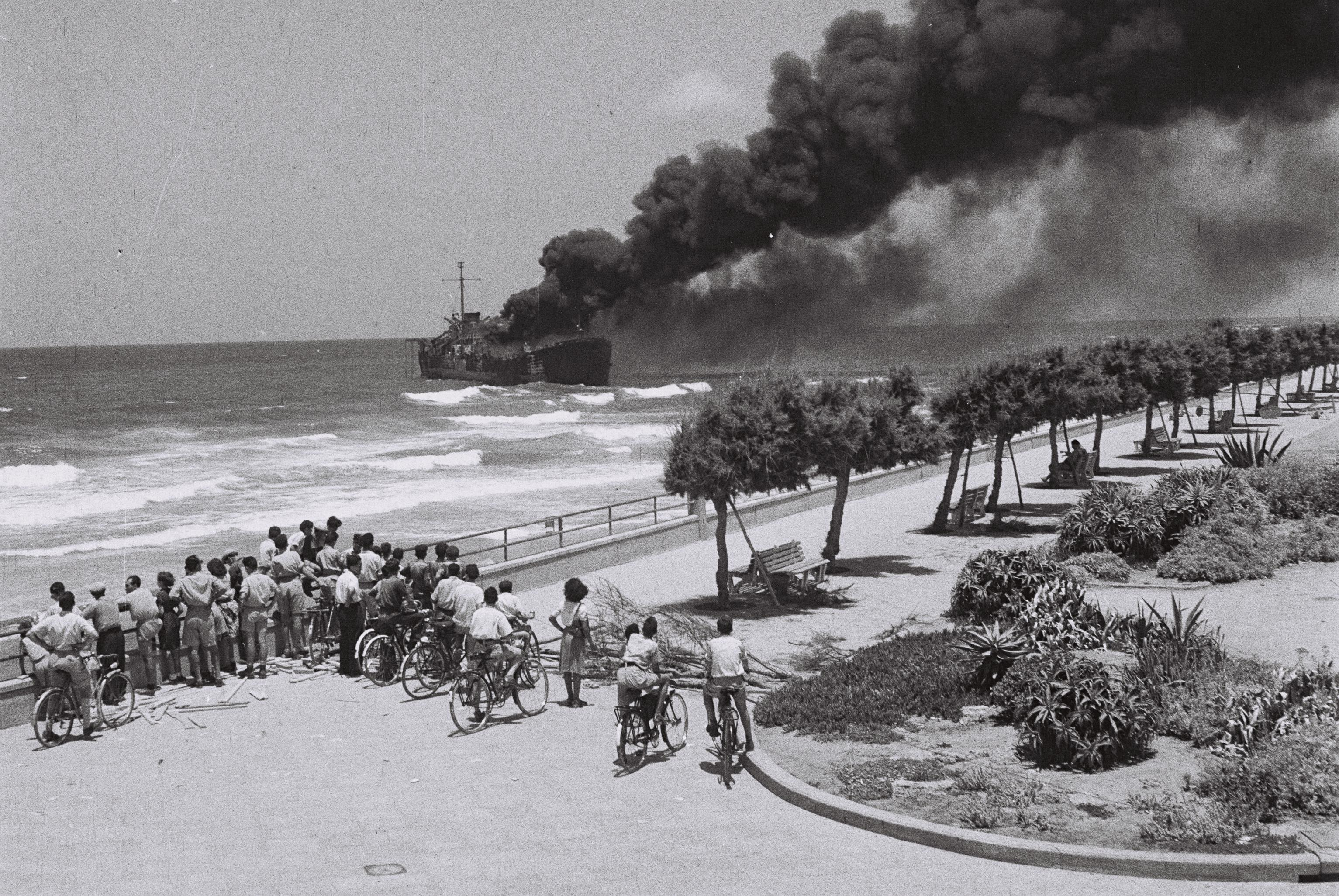
Altalena płonie na plaży przy Tel Awiwie, 22 czerwca 1948

Okręt LST-138 został wybudowany specjalnie do przeprowadzenia desantu na plażach Normandii podczas II wojny światowej w 1944. Był on zdolny podpłynąć w bezpośrednie sąsiedztwo plaży i po otwarciu bramy na dziobie, przeprowadzić wyładunek ciężkiego sprzętu wojskowego, w tym czołgów. Po wyładunku statek potrafił samodzielnie wycofać się i odpłynąć.
Okręt uczestniczył w dniach 6–25 czerwca 1944 w operacji Overlord w Normandii. Po zakończeniu wojny został 20 listopada 1945 wycofany ze służby. Jako bezużyteczny, został 5 grudnia 1945 skreślony z listy okrętów United States Navy. Jako nadwyżka mienia wojskowego sprzedano go 16 czerwca 1947 do Three Star Line z przeznaczeniem jako statek handlowy.

## W służbie Irgunu
W pierwszej połowie maja 1948 okręt został zakupiony przez żydowską organizację paramilitarną Irgun. Przemianowano go na „Altalena” (pseudonim przywódcy ruchu syjonizmu rewizjonistycznego Ze’ewa Żabotyńskiego). W dniu 11 czerwca wypłynął z Port-de-Bouc we Francji. Na pokładzie przewoził 800–900 ochotników Irgunu, 5000 karabinów, 250 karabinów maszynowych Bren, 5 mln pocisków, 50 bazook i 10 transporterów Bren. Kapitanem okrętu był Elijjahu Lankin. Późnym popołudniem 20 czerwca, statek dotarł do moszawu Kefar Witkin w Izraelu. Doszło wówczas do pierwszej konfrontacji zbrojnej pomiędzy członkami Irgunu a żołnierzami Sił Obronnych Izraela o kontrolę nad ładunkiem. Statek wówczas odpłynął i 22 czerwca dotarł w rejon plaży Tel Awiwu. Tam nastąpiła kolejna konfrontacja zbrojna. W statek trafił pocisk artyleryjski, wywołując pożar. Po ewakuacji wszystkich pasażerów i całej załogi, statek przewrócił się na bok.
Mniej więcej rok później, wrak „Altaleny” został podniesiony, odholowany około 15 mil w głąb morza i tam zatopiony.

## Odznaczenia

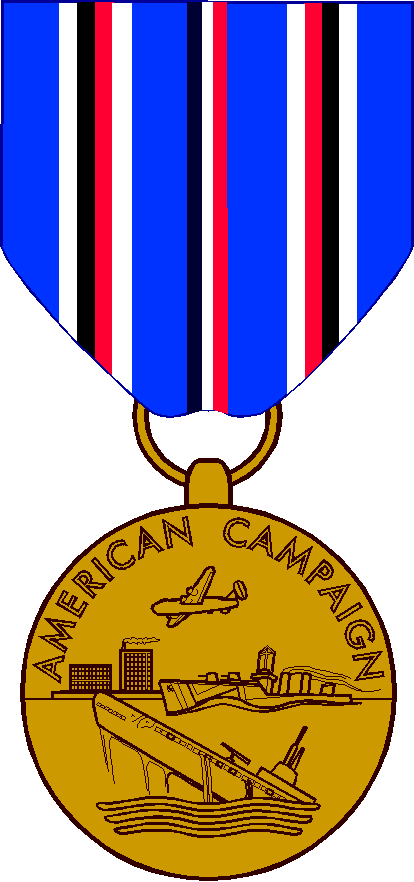
Medal Kampanii Amerykańskiej
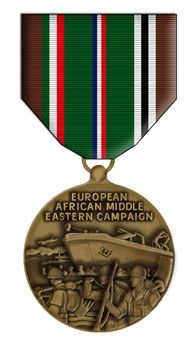
Medal Kampanii Europy-Afryki-Bliskiego Wschodu
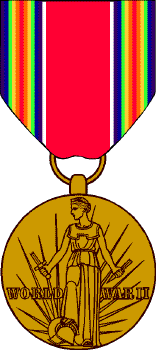
Medal Zwycięstwa w II Wojnie Światowej
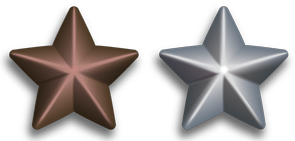
Service star na wimplu